# Gusow-Platkow
Gusow-Platkow é um município da Alemanha, situado no distrito de Märkisch-Oderland, no estado de Brandemburgo. Tem 37,88 km² de área, e sua população em 2019 foi estimada em 1.326 habitantes.